# Juan Manuel Sanz y Saravia
Juan Manuel Sanz y Saravia (La Puebla de los Infantes, Sevilla, 30 de marzo de 1848-Sevilla, 19 de junio de 1919) fue sacerdote español, obispo de León y de Jaén.

## Biografía
Bautizado con el nombre de Juan Manuel Clímaco del Corazón de Jesús, era hijo de Francisco Sanz Santisteban, natural de Molinos de Razón, provincia de Soria, y a la sazón secretario del Ayuntamiento de La Puebla de los Infantes, y Ana María Saravia y León, natural de esta villa.
Poco sabemos sobre los primeros años del niño que, con el tiempo, llegaría a ser un importante hombre en la Iglesia española de comienzos del siglo xx, con excepción de su pronta vinculación a las cosas de la iglesia quizá influido por la piedad reinante en su familia, en donde su tío Juan Bautista Saravia ejercía de sacristán de la parroquia.
Finalizada la primera enseñanza, marchó a Sevilla en 1862 para cursar estudios de Filosofía en el Instituto Provincial, único por aquel entonces en la capital hispalense, obteniendo en los exámenes de bachillerato la calificación de sobresaliente.

### El seminarista
El año 1868 fue un año clave en la vida de Juan Manuel Sanz y Saravia al quedar libre del servicio militar por excedente de cupo e ingresar en el Seminario Conciliar de Sevilla.
Durante los años que van de 1869 a 1874, Sanz y Saravia prosiguió sus estudios en el Seminario como alumno externo matriculado en la disciplina de Teología. A la vista de los resultados, no cabe duda de que fue un estudiante aventajado, siendo su calificación media en cada curso de meritissimus, o sea, la máxima nota contemplada.
Estudiando tercer curso recibió las órdenes menores de Tonsura y Grados, y en cuarto curso, las restantes órdenes, alcanzando el Presbiteriado el 25 de mayo de 1872 de manos del cardenal Luis de la Lastra.
En 1875 terminó los siete años de Teología y aún estudió dos cursos más de Cánones, también en el Seminario, con iguales notas. En 1879 finalizó sus estudios al recibir el título de doctor en Teología en el Seminario Central de Granada. Contaba en esos momentos la edad de 31 años.

### El sacerdote
Desde 1875 a 1881, Sanz y Saravia halló una tarea adecuada a sus aptitudes como predicador, a lo largo de siete cuaresmas consecutivas, por diversos pueblos de la Archidiócesis hispalense. Coincidió en estos viajes con el jesuita Padre Tarín, conocido más tarde como apóstol de Andalucía, y del que sería un gran admirador y protector.
Bajo el signo de la reforma teológica auspiciada por el Papa León XIII, se fundó en Sevilla el 28 de junio de 1880 la Academia de Santo Tomás de Aquino, cuyo fin expreso era la difusión del mensaje tomista, conciliador de fe y razón. En ella ingresó el 30 de enero de 1882, en calidad de académico de número, el doctor Sanz y Saravia, disertando en dos ocasiones. Esta institución, enfrentada desde su origen al Ateneo hispalense, tuvo una vida corta y desapareció en 1883, coincidiendo con la llegada del nuevo arzobispo, fray Zeferino González.
Paralelamente a esta introducción en los círculos católicos y eruditos de la capital sevillana, daba comienzo su periplo como sacerdote al ser designado, en mayo de 1881, cura ecónomo en la parroquia de San Juan, en Marchena, y arcipreste en el partido de esa misma localidad. Allí permaneció poco más de un año, pasando en septiembre de 1882 a la parroquia de San Gil, de Sevilla, junto a la capilla y Puerta de la Macarena, en la que ejerció durante siete años. Culminó su trayectoria al ser nombrado, previo concurso, párroco de San Nicolás de Sevilla el 30 de octubre de 1889. En esta parroquia ejerció su sacerdocio hasta 1905.

### El profesor del Seminario
En 1896 llegaba a la diócesis de Sevilla el cardenal Spínola y, con él, cobraba renovada importancia la propaganda católica. De este modo se fundaba, bajo su patrocinio, El Correo de Andalucía en 1901. También la enseñanza de los futuros sacerdotes era objeto de renovación: en agosto de 1897, el Seminario pasa a ser Universidad Pontificia de Sevilla y, en 1901, traslada su sede desde la calle Maese Rodrigo al Palacio de San Telmo.
Sanz y Saravia fue nombrado diputado de hacienda del Seminario y catedrático de la asignatura de Liturgia y Teología Pastoral en 1896. Un año más tarde cesó en la cátedra antedicha y fue designado catedrático de la asignatura Patrología y Elocuencia Sagrada, y al siguiente curso, además de esta materia, enseñaba Historia Eclesiástica. Ambas cátedras las siguió desempeñando hasta 1905. Con la renovación del Seminario en curso y como reconocimiento a su labor docente, fue nombrado examinador sinodal en 1902 y miembro del claustro de doctores de la Facultad de Filosofía de la Universidad Pontificia.
Su incansable actividad no se detenía en sus labores de párroco y profesor, llegando a desempeñar en estos años cargos honoríficos, tales como el de vocal de la Junta provincial de Beneficencia y el de presidente de la Junta de Reparación de casas rectorales, o de otra índole, como eran los de misionero apostólico (desde 1887) y confesor ordinario de dos conventos de religiosas.

### El obispo de León

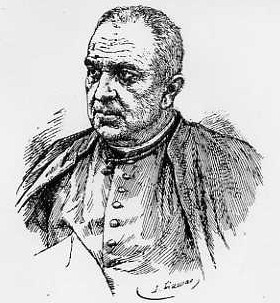
Sanz y Saravia, obispo de León desde 1905 a 1909.

Una carrera tan insigne no podía pasar desapercibida, y así fue como un 14 de diciembre de 1904 recibía una carta remitida por el ministro de Gracia y Justicia, en la que se le ofrecía el obispado de León. Su respuesta inmediata fue decir no, confesando no sentirse capacitado para tan gran responsabilidad:
«No intérprete V. E. ésta mi confesión como un acto de mal entendida modestia, sino como la expresión sincera de la verdad tal y como mi conciencia me la dicta».
No obstante, también se explica esta negativa a alcanzar la dignidad episcopal desde las circunstancias personales del futuro obispo: hombre de 56 años, arraigado, querido y respetado en Sevilla, ciudad en la que transcurrió la mayor parte de su vida y a la que se sentía muy unido. Sólo la intervención posterior del nuncio apostólico le hizo cambiar de parecer. En este sentido, Sanz y Saravia nunca dejó de reconocer que su aceptación del cargo fue por obediencia.
Su nombramiento apareció publicado en la Gaceta de Madrid del 3 de enero de 1905, pero no llegó a León hasta el 27 de agosto. En la víspera de su viaje a tierras leonesas, el nuevo obispo tuvo un gesto cargado de emoción para sus paisanos y para él mismo: el 15 de agosto de ese año oficiaba misa pontifical en la Iglesia Parroquial de la Virgen de las Huertas. Al acto religioso, a decir del Boletín del Arzobispado de Sevilla, «acudió una numerosa concurrencia, predicando y confirmando —el obispo— a más de mil personas». No es difícil imaginar el ambiente festivo de aquellos días.
A partir de este momento, contamos con numerosos escritos de su pluma en forma de pastorales, cartas y circulares, publicados en los boletines eclesiásticos. A través de ellos podemos conocer su pensamiento y las dotes de orador que le adornaron.
Su actividad no desdecía a sus otras cualidades, y así predicaba casi a diario en la capital, a las comunidades religiosas, asociaciones, enfermos de hospitales, asilados y presos de la cárcel, a los que visitaba y socorría. También las visitas pastorales a los pueblos estaban selladas por su incansable quehacer, resultando ser verdaderas misiones.

### El obispo de Jaén

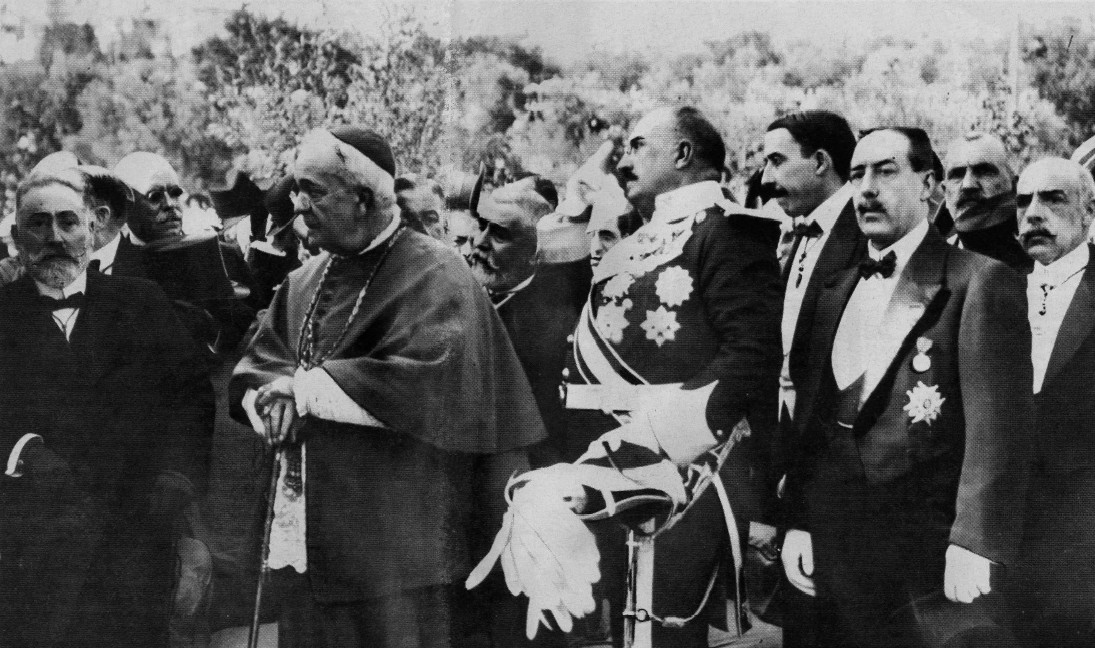
El obispo Sanz y Saravia asiste junto con otras autoridades a la inauguración oficial del monumento conmemorativo de las Batallas de Las Navas de Tolosa y Bailén. Jaén, 1912.

El 8 de enero de 1909, el obispo de León recibía un telegrama en el que se le consultaba acerca de si aceptaba el Obispado de Jaén. Esta vez se apresuró a responder afirmativamente y su nombramiento fue publicado en la Gaceta de Madrid de 9 de enero. Parece razonable pensar que un buen motivo para aceptar este cambio de diócesis estuvo en la aproximación geográfica que suponía a su amada tierra sevillana. Tomó posesión de la sede episcopal jiennense el día 4 de octubre, sucediendo a Juan José Laguarda y Fenollera .
Aquel mismo verano de 1909 había estallado en Barcelona la llamada "Semana Trágica", en la que el clero fue blanco de las iras de los revolucionarios que clamaban a favor de la justicia social y en contra de la guerra en Marruecos. Sanz y Saravia escribía en su pastoral de presentación al clero y fieles de su nueva Diócesis (12 de octubre de 1909):

Tiempos en verdad difíciles para la religión y para la patria nos han tocado en suerte, y en lontananza no se vislumbran sino densas nubes precursoras de desechas tormentas. Vivimos sobre un volcán, que si no deja de arrojar lava candente de tiempo en tiempo, ahora acaba de producir una erupción espantosa y horripilante en los trágicos sucesos de Barcelona..m

Se mostró crítico en relación con la moral y costumbres de la sociedad de su tiempo, favorecidas por las libertades existentes, que el obispo prefería llamar "libertades de perdición". Pero la gran causa de esta situación no era otra, a su juicio, que la falta de instrucción religiosa imperante en la comunidad cristiana:

No se ama a Jesucristo porque no se le conoce, no se ama su obra la Iglesia porque no se la estudia, no se estima la gracia, ni se odia el pecado, ni se desea el cielo, ni se teme el infierno, porque aún muchos de los que creen no han estudiado ni meditado el valor de la gracia, la gravedad del pecado, la grandeza de los premios eternos y la terribilidad de los tormentos sin fin...

Fruto de esta preocupación por la formación religiosa de sus diocesanos, escribía en septiembre de 1913 sobre los medios legales que podían oponerse a un Real Decreto contra la enseñanza obligatoria del catecismo en las escuelas, instando a los párrocos para que "visitasen una vez cada semana las escuelas de su feligresía", al tiempo que les mandaba "fomentar y alentar el estudio de la carrera del magisterio, por cuantos medios sea posible, para llevar a las escuelas primarias y a las normales maestros y profesores de absoluta confianza por su fe y por su piedad...".
La labor pastoral en su nueva Diócesis estuvo marcada, al igual que en León, por sus numerosas visitas a las poblaciones del Santo Reino, inaugurando en el transcurso de éstas la iglesia parroquial de la Asunción de Porcuna y el convento-colegio de la Compañía de María de Torredonjimeno. En la capital, inauguró la capilla mayor del Seminario y San Eufrasio. Promovió asimismo el ejercicio de la caridad entre sus fieles, reuniendo fondos para socorrer a los damnificados en la guerra de África y en la I Guerra Mundial.
Su salud comenzó a debilitarse desde los primeros días de 1915, y el año siguiente una hemiplejía le imposibilita para el ejercicio de sus funciones y se traslada a Sevilla. En 1917 la diócesis quedó a cargo, provisionalmente, de Plácido Ángel Rey de Lemos, nombrado al efecto administrador apostólico.
Murió el 19 de junio de 1919 cuando contaba la edad de 71 años, siendo sepultado en la catedral hispalense, en el panteón de arzobispos del Sagrario. A su entierro asistieron el gobernador civil de la provincia, el alcalde de Sevilla, el delegado del Ministerio de Hacienda, un representante del capitán general y miembros de los cabildos catedralicios de Jaén y Sevilla, además de familiares y amigos.
| Predecesor: Francisco Gómez-Salazar y Lucio-Villegas | Obispo de León 1905 - 1909 | Sucesor: Ramón Guillamet y Coma |
| Predecesor: Juan José Laguarda y Fenollera           | Obispo de Jaén 1909 - 1919 | Sucesor: Manuel Basulto Jiménez |